# 蘇文慶
蘇文慶（1958年—）是一位臺灣音樂家、作曲家、指揮家，並擅長演奏笙、嗩吶、二胡等樂器。曾任中華民國國樂學會理事長。曾任臺灣國家國樂團指揮及中國文化大學、臺灣藝術大學、國立臺灣戲曲學院等校副教授。

## 生平
蘇文慶1958年生於基隆市，自幼對音樂甚感興趣。其幼時曾經學過風琴，首次接觸國樂是就讀基隆市立安樂國民中學二年級時，學校欲成立國樂社，蘇文慶在社內吹奏17簧傳統笙，由於指導老師劉維哲擅長的是竹笛，蘇文慶只能自學。國中三年級時也和連信道學習鋼琴與樂理。後來考上國立藝專（今國立台灣藝術大學）。
蘇文慶就讀國立藝專一、二年級的時候主修樂器也是笙，主修老師是魏道謀。當時兩岸尚未開放交流，蘇文慶曾將笙特有技巧「花舌」練成「腹顫音」。三年級時，蘇文慶改主修二胡，師事董榕森，之後更換主修樂器為嗩吶。三年級時也參加中廣國樂團，擔任笙演奏員；四年級時加入第一商標國樂團，演奏嗩吶。
藝專畢業後，蘇文慶以薩克斯風考入國防部國防部示範樂隊服役，而後改奏豎笛。1979年退伍後考入臺北市立國樂團（簡稱北市國），擔任笙演奏員，卻在1980年離開北市國，並於次年以嗩吶考入香港中樂團，開始接觸大量中國大陸樂曲。1984年，中華民國教育部成立實驗國樂團（今臺灣國樂團），請蘇文慶回臺協助運作。當時全團只有五個人，故蘇文慶必須參與作曲，否則幾乎沒有樂曲可以演奏。其第一首作品為笙曲《隨想曲》。
2007年，他和陳裕剛一同促成中華國樂團的再成立，2009年至2014年間任中華民國國樂學會理事長。

## 作品
蘇文慶創作作品類型十分豐富，包含宗教音樂、現代音樂、舞台劇、音樂劇及大型舞劇等，二胡協奏曲《燕子》、柳琴協奏曲《雨後庭院》、音樂劇《牛郎織女》、國樂合奏《台灣追想曲》、《風獅爺傳奇》等曲皆常為國樂團演出。其國樂創作類型如獨奏曲、絲竹室內樂曲、協奏曲以及合奏曲等，下列詳述。
- 獨奏曲：蘇文慶寫了不少獨奏曲，也由於其自幼學習笙，笙曲占了多數。藝專時期主修二胡也讓他寫出了一些二胡獨奏曲，其也演奏笛子、塤。[1]
- 絲竹室內樂：蘇文慶頗喜歡絲竹室內樂。2008年發表的《噶瑪蘭》即為其作。[1]
- 協奏曲：蘇文慶的協奏曲以嗩吶協奏曲和笙獨奏曲居多。較著名的有笙獨奏曲《笑傲江湖》（題寄金庸《笑傲江湖》）、柳琴協奏曲《Cat's 無言歌》等。[1]
- 合奏曲：蘇文慶的國樂合奏作品分為樂團委託及宗教團體委託（佛、道為主[2]）兩個部分，1976年至1987年間作品編制不同於今日大型國樂團，已經較少演出；1988年至1992年間創作的國樂合奏曲多為宗教團體所作，少有流傳。1997年受政府委託創作《臺灣追想曲》為音樂比賽指定曲，頗受華人歡迎。較著名曲目有《風獅爺傳奇》、《臺灣追想曲》等。[1]

## 榮譽
- 1979年及1981年分別獲教育部文藝創作獎之國樂創作獎
- 1988、1989年獲得新聞局優良唱片類金鼎獎
- 1990年獲十大傑出青年[3]